# Granfondo Dobbiaco-Cortina
La Granfondo Dobbiaco-Cortina è una gara di sci di fondo tra Dobbiaco in Val Pusteria in Alto Adige e Cortina d'Ampezzo in Veneto.
La competizione si svolge in tecnica classica dal 1977. La lunghezza della pista variava negli anni tra i 30 e i 42 km. Nella stagione 2015/16 la gara è stata inserita nel calendario delle Visma Ski Classics e il percorso esteso a 50 km. A causa della mancanza di neve, al primo evento nell'ambito di Visma Ski Classics è stato possibile gareggiare su un solo percorso alternativo, di 32 km nei pressi di Dobbiaco.
Dal 2007 è presente anche una gara in tecnica libera, su una lunghezza di oltre 30 km, ed è stata creata una classifica combinata per gli atleti che prendono parte sia alla gara in tecnica libera che a quella in tecnica classica. Con l'edizione 2023, la gara di 30 km in skating è stata allungata a 42 km.
Sul percorso da Dobbiaco a Cortina, dal 2010 fino al 2021 si è svolto il Tour de Ski, circuito internazionale nonché tappa della Coppa del Mondo di sci di fondo.

## Albi d'oro

### Vincitori della gara in tecnica classica
| Anno | Distanza      | Vincitore            | Nazionalità   | Tempo         |               | Vincitrice                | Nazionalità   | Tempo         |
| ---- | ------------- | -------------------- | ------------- | ------------- | ------------- | ------------------------- | ------------- | ------------- |
| 2025 | 31 km         | Andreas Nygaard      | Norvegia      | 1:33:05 h     |               | Malin Boersjesjoe         | Svezia        | 1:36:07 h     |
| 2024 | 42 km         | Amund Riege          | Norvegia      | 1:45:40 h     |               | Heli Heiskanen            | Finlandia     | 2:00:32 h     |
| 2023 | 42 km         | Mauro Brigadoi       | Italia        | 2:04:24 h     |               | Malin Boersjesjoe         | Svezia        | 2:20:17 h     |
| 2022 | 40 km         | Francesco Ferrari    | Italia        | 1:39:58 h     |               | Nicole Donzallaz          | Svizzera      | 2:02:25 h     |
| 2021 | 42 km         | Jermil Wokujew       | Russia        | 1:37:14 h     |               | Lina Korsgren             | Svezia        | 1:53:51 h     |
| 2020 | 42 km         | Andreas Nygaard      | Norvegia      | 1:38:25 h     |               | Britta Johansson Norgren  | Svezia        | 1:55:55 h     |
| 2019 | non disputata | non disputata        | non disputata | non disputata | non disputata | non disputata             | non disputata | non disputata |
| 2018 | 50 km         | Tord Asle Gjerdalen  | Norvegia      | 2:15:43 h     |               | Britta Johansson Norgren  | Svezia        | 2:46:12 h     |
| 2017 | 50 km         | Tord Asle Gjerdalen  | Norvegia      | 2:04:59 h     |               | Kateřina Smutná           | Rep. Ceca     | 2:30:32 h     |
| 2016 | 32 km         | Tord Asle Gjerdalen  | Norvegia      | 1:14:01 h     |               | Britta Johansson Norgren  | Svezia        | 1:28:01 h     |
| 2015 | 30 km         | Mattia Pellegrin     | Italia        | 1:26:03 h     |               | Francesca di Sopra        | Italia        | 1:43:00 h     |
| 2014 | 25 km         | Bruno Debertolis     | Italia        | 1:04:11 h     |               | Adela Boudikova           | Rep. Ceca     | 1:11:20 h     |
| 2013 | 42 km         | Florian Kostner      | Italia        | 1:46:16 h     |               | Eugenia Bitchougova       | Italia        | 2:16:07 h     |
| 2012 | 42 km         | Bruno Debertolis     | Italia        | 1:51:49 h     |               | Sabina Valbusa            | Italia        | 2:16:26 h     |
| 2011 | 42 km         | Dietmar Nöckler      | Italia        | 1:12:52 h     |               | Sara Pellegrini           | Italia        | 1:17:55 h     |
| 2010 | 42 km         | Marco Cattaneo       | Italia        | 1:43:57 h     |               | Veronica de Martin Pinter | Italia        | 2:12:25 h     |
| 2009 | 40 km         | Fabio Santus         | Italia        | 1:48:41 h     |               | Elisa Grill               | Italia        | 2:03:50 h     |
| 2008 | 38 km         | Sergio Bonaldi       | Italia        | 1:31:33 h     |               | Veronica de Martin Pinter | Italia        | 1:47:40 h     |
| 2007 | 42 km         | Maurizio Pozzi       | Italia        | 1:31:28 h     |               | Barbara Moriggl           | Italia        | 1:43:54 h     |
| 2006 | 42 km         | Maurizio Pozzi       | Italia        | 1:35:06 h     |               | Susanna Nevala            | Finlandia     | 1:49:33 h     |
| 2005 | 42 km         | Juan Jesús Gutiérrez | Spagna        | 1:34:17 h     |               | Eugenia Bitchougova       | Russia        | 1:48:33 h     |
| 2004 | 42 km         | Juan Jesús Gutiérrez | Spagna        | 1:37:07 h     |               | Eugenia Bitchougova       | Russia        | 1:49:35 h     |
| 2003 | 42 km         | Pierluigi Costantin  | Italia        | 1:43:16 h     |               | Magda Genuin              | Italia        | 1:56:27 h     |
| 2002 | 35 km         | Klaus Mariotti       | Italia        | 1:17:10 h     |               | Stephanie Santer          | Italia        | 1:25:30 h     |
| 2001 | 42 km         | Ivan Margaroli       | Italia        | 1:44:57 h     |               | Eugenia Bitchougova       | Russia        | 1:57:47 h     |
| 2000 | 40 km         | Maurizio Pozzi       | Italia        | 1:28:34 h     |               | Olga Kamenskaia           | Italia        | 1:39:43 h     |
| 1999 | 39,5 km       | Johann Mühlegg       | Spagna        | 1:38:14 h     |               | Guidina Dal Sasso         | Italia        | 1:49:40 h     |
| 1998 | 35 km         | Giorgio Vanzetta     | Italia        | 1:34:53 h     |               | Cristina Paluselli        | Italia        | 1:47:57 h     |
| 1997 | 42 km         | Maurilio de Zolt     | Italia        | 1:48:26 h     |               | Eugenia Bitchougova       | Russia        | 1:56:22 h     |
| 1996 | 42 km         | Leonardo Follis      | Italia        | 1:48:00 h     |               | Eugenia Bitchougova       | Russia        | 2:10:28 h     |
| 1995 | 42 km         | Faustino Bordiga     | Italia        | 1:42:21 h     |               | Eugenia Bitchougova       | Russia        | 1:57:15 h     |
| 1994 | 42 km         | Maurilio de Zolt     | Italia        | 1:44:06 h     |               | Elena Kalughina           | Russia        | 1:57:16 h     |
| 1993 | 38 km         | Gaudenzio Godioz     | Italia        | 1:30:57 h     |               | Tatiana Bondareva         | Russia        | 1:43:06 h     |
| 1992 | 38 km         | Silvano Barco        | Italia        | 1:29:41 h     |               | Maria Canins              | Italia        | 1:42:27 h     |
| 1991 | 42 km         | Silvano Barco        | Italia        | 1:38:49 h     |               | Maria Canins              | Italia        | 1:53:54 h     |
| 1990 | non disputata | non disputata        | non disputata |               |               |                           |               |               |
| 1989 | 30 km         | Alfred Runggaldier   | Italia        | 1:18:50 h     |               | Bice Vanzetta             | Italia        | 1:32:07 h     |
| 1988 | 42 km         | Maurilio de Zolt     | Italia        | 1:45:53 h     |               | Maria Canins              | Italia        | 2:00:59 h     |
| 1987 | 42 km         | Patrizio Deola       | Italia        | 1:42:10 h     |               | Emanuela di Centa         | Italia        | 1:59:09 h     |
| 1986 | 42 km         | Giuseppe Ploner      | Italia        | 1:41:41 h     |               | Carmen Griessmair         | Italia        | 2:37:54 h     |
| 1985 | 42 km         | Maurilio de Zolt     | Italia        | 1:30:09 h     |               | Maria Canins              | Italia        | 1:47:35 h     |
| 1984 | 42 km         | Paolo Rupil          | Italia        | 1:51:25 h     |               | Maria Canins              | Italia        | 2:03:40 h     |
| 1983 | 35 km         | Giorgio Vanzetta     | Italia        | 1:32:46 h     |               | Carmen Griessmair         | Italia        | 2:11:54 h     |
| 1982 | 35 km         | Walter Mayer         | Austria       | 1:32:07 h     |               | Silvia Giaccone           | Italia        | 1:56:04 h     |
| 1981 | 35 km         | Maurilio de Zolt     | Italia        | 1:30:13 h     |               | Maria Canins              | Italia        | 1:44:24 h     |
| 1980 | 35 km         | Oswald Rehmann       | Italia        | 1:40:20 h     |               | Maria Canins              | Italia        | 1:54:55 h     |
| 1979 | 35 km         | Dario Bellodis       | Italia        | 1:34:42 h     |               | Barbara Stöckl            | Austria       | 1:56:48 h     |
| 1978 | 35 km         | Walter Mayer         | Austria       | 1:53:26 h     |               | Katherina Glasl           | Austria       | 2:20:33 h     |
| 1977 | 30 km         | Maurilio de Zolt     | Italia        | 1:25:06 h     |               | Carla Dimai               | Italia        | 2:05:56 h     |

### Vincitori della gara in tecnica libera
| Anno | Distanza      | Vincitore          | Nazionalità   | Tempo         |               | Vincitrice              | Nazionalità   | Tempo         |
| ---- | ------------- | ------------------ | ------------- | ------------- | ------------- | ----------------------- | ------------- | ------------- |
| 2025 | 31 km         | Lauri Lepistö      | Finlandia     | 1:10:54 h     |               | Ylvie Folie             | Italia        | 1:21:09 h     |
| 2024 | 35 km         | Giuseppe Montello  | Italia        | 1:21:54 h     |               | Federica Sanfilippo     | Italia        | 1:32:30 h     |
| 2023 | 42 km         | Petter Northug     | Norvegia      | 1:42:08 h     |               | Tiia Olkkonen           | Finlandia     | 1:50:42 h     |
| 2022 | 30 km         | Beda Klee          | Svizzera      | 1:09:06 h     |               | Elisa Brocard           | Italia        | 1:18:29 h     |
| 2021 | 32 km         | Thomas Chambellant | Francia       | 1:03:04 h     |               | Céline Choppard-Lallier | Francia       | 1:11:22 h     |
| 2020 | 32 km         | Raul Schakirsjanow | Russia        | 1:15:24 h     |               | Céline Choppard-Lallier | Francia       | 1:22:32 h     |
| 2019 | Non disputata | Non disputata      | Non disputata | Non disputata | Non disputata | Non disputata           | Non disputata | Non disputata |
| 2018 | 30 km         | Anders Gløersen    | Norvegia      | 1:16:20 h     |               | Giulia Stürz            | Italia        | 1:25:21 h     |
| 2017 | 30 km         | Thomas Bing        | Germania      | 1:13:13 h     |               | Heli Heiskanen          | Finlandia     | 1:26:43 h     |
| 2016 | 32 km         | Enrico Nizzi       | Italia        | 1:11:56 h     |               | Antonella Confortola    | Italia        | 1:16:45 h     |
| 2015 | 30 km         | Tim Tscharnke      | Germania      | 1:19:12 h     |               | Natalja Sernowa         | Russia        | 1:27:36 h     |
| 2014 | 30 km         | Thomas Moriggl     | Italia        | 1:19:20 h     |               | Natalja Sernowa         | Russia        | 1:27:26 h     |
| 2013 | 30 km         | Hannes Dotzler     | Germania      | 1:25:45 h     |               | Simonetta Carbogno      | Italia        | 1:47:10 h     |
| 2012 | 30 km         | Alan Martinelli    | Italia        | 1:20:02 h     |               | Sara Pellegrini         | Italia        | 1:25:25 h     |
| 2011 | 30 km         | Bruno Debertolis   | Italia        | 1:37:10 h     |               | Eugenia Bitchougova     | Russia        | 2:03:03 h     |
| 2010 | 30 km         | Luca De Manincor   | Italia        | 1:19:58 h     |               | Clara Bettega           | Italia        | 1:31:54 h     |
| 2009 | 30 km         | Luca Orlandi       | Italia        | 1:28:57 h     |               | Silvia Rupil            | Italia        | 1:46:04 h     |
| 2008 | 30 km         | Daniele Zorzi      | Italia        | 1:46:19 h     |               | Eugenia Bitchougova     | Russia        | 1:58:22 h     |
| 2007 | 30 km         | Renato Pasini      | Italia        | 1:25:09 h     |               | Valentina Bachmann      | Italia        | 1:41:14 h     |

### Vincitori della classifica combinata
| Anno | Distanza totale | Vincitore                | Nazionalità   | Tempo totale  |               | Vincitrice                | Nazionalità   | Tempo totale  |
| ---- | --------------- | ------------------------ | ------------- | ------------- | ------------- | ------------------------- | ------------- | ------------- |
| 2024 | 77 km           | Thomas Bing              | Germania      | 3:09:54.6 h   |               | Heli Heiskanen            | Finlandia     | 3:38:25.6 h   |
| 2023 | 84 km           | Jason Rueesch            | Svizzera      | 3:48:50.4 h   |               | Nicole Donzallaz          | Svizzera      | 4:49:47.2 h   |
| 2022 | 80 km           | Beda Klee                | Svizzera      | 2:49:34.8 h   |               | Elisa Perenzoni           | Italia        | 4:11:54.2 h   |
| 2021 | non disputata   | non disputata            | non disputata | non disputata | non disputata | non disputata             | non disputata | non disputata |
| 2020 | 80 km           | Tord Asle Gjerdalen      | Norvegia      | 2:54:08 h     |               | Jenny Larsson             | Svezia        | 3:21:26 h     |
| 2019 | non disputata   | non disputata            | non disputata | non disputata | non disputata | non disputata             | non disputata | non disputata |
| 2018 | 80 km           | Anders Nøstdahl Gløersen | Norvegia      | 3:34:59 h     |               | Heli Heiskanen            | Finlandia     | 4:17:07 h     |
| 2017 | 80 km           | Chris Jespersen          | Norvegia      | 3:25:44 h     |               | Heli Heiskanen            | Finlandia     | 4:00:27 h     |
| 2016 | 64 km           | Valentin Devjatiarov     | Russia        | 2:42:59 h     |               | Walentyna Schewtschenko   | Ucraina       | 2:53:47 h     |
| 2015 | 60 km           | Mirco Bertolina          | Italia        | 2:47:50 h     |               | Aurelia Korthauer         | Germania      | 3:36:33 h     |
| 2014 | 55 km           | Riccardo Mich            | Italia        | 2:24:58 h     |               | Chiara Caminada           | Italia        | 3:00:21 h     |
| 2013 | 72 km           | Bruno Carrara            | Italia        | 3:16:12 h     |               | Aurelia Korthauer         | Germania      | 4:06:32 h     |
| 2012 | 72 km           | Alan Martinelli          | Italia        | 3:14:43 h     |               | Sabina Valbusa            | Italia        | 3:43:56 h     |
| 2011 | 72 km           | Reinhard Kargruber       | Italia        | 2:57:39 h     |               | Eugenia Bitchougova       | Russia        | 3:28:58 h     |
| 2010 | 72 km           | Reinhard Kargruber       | Italia        | 3:20:26 h     |               | Eugenia Bitchougova       | Russia        | 3:50:21 h     |
| 2009 | 70 km           | Andreas Mose             | Germania      | 3:38:02 h     |               | Veronica De Martin Pinter | Italia        | 3:58:57 h     |
| 2008 | 68 km           | Alfio Di Gregorio        | Italia        | 3:25:52 h     |               | Eugenia Bitchougova       | Russia        | 3:47:06 h     |
| 2007 | 72 km           | Michele Benamati         | Italia        | 3:18:17 h     |               | Veronica De Martin Pinter | Italia        | 3:35:32 h     |